# Hans Friedrich (Turner)
Hans Friedrich war ein deutscher Turner aus München.

## Erfolge
1937 war er zum Gastturnen des MTV Altenburg eingeladen, an dem unter anderem auch Ernst Tetzner, Kurt Rödel, Kurt Haustein und Karl Stadel teilnahmen.
Er wurde beim Deutsches Turn- und Sportfest 1938 in Breslau Sieger im Achtkampf. Im Jahr 1940 gewann er die Deutsche Meisterschaft im Pferdsprung. 1941, damals schon dem Heer der Wehrmacht angehörig, belegte er bei den Deutschen Turnmeisterschaften Platz 4. Bei den Deutschen Turn- und Spielmeisterschaften 1943 in Augsburg errang er, soeben erst von seiner Kriegsverwundung erholt, im Zwölfkampf den dritten Platz.